# Polvos Azules
Polvos Azules es una galería comercial ubicada en el distrito de La Victoria, en la ciudad de Lima, capital del Perú.

## Historia
Previo a su formación existieron lugares para el comercio ambulatorio ubicados en el río Rímac. En junio de 1981, el alcalde de Lima, Eduardo Orrego, trasladó los vendedores inmigrantes a la Alameda Chabuca Granda, en ese entonces llamada calle De Los Polvos Azules, que se nombró como Campo Ferial Polvos Azules. Además, se formó la Federación Departamental de Vendedores Ambulantes de Lima para su administración. El lugar tomó el nombre de la calle De Los Polvos Azules, ya que en esa orilla existieron unas tenerías donde se realizaban las labores de teñido con añil en pieles de cabras.
Las condiciones durante su estadía fueron problemáticas. En enero de 1993 se reportó un incendió cerca de la playa de estacionamiento del campo ferial, con pérdidas millonarias, lo que motivo a los trabajadores a mudarse por el temor de ser desalojados ante el crecimiento urbano. Para el año 1997 migran a una zona estable, específicamente en la avenida Paseo de la República, cuya infraestructura de dos pisos se basó en una antigua fábrica textil de 16 mil metros cuadrados, pasando a transformarse en la galería comercial en la que funciona hasta la actualidad.
El lugar actual cuenta con capacidad para alrededor de 2000 tiendas, cuyos comerciantes fueron formalizados gradualmente. En 2011, sus ingresos anuales fueron de 35 millones de soles. Se realizan ventas de ropa, electrodomésticos, juguetes y artesanía. Icónicamente se conoce por la venta de productos audiovisuales, mayoritariamente piratas al establecerse decenas de tiendas con laboratorios de reproducción de películas y series de televisión peruanos y estadounidenses a lo largo de su historia. Debido al gran volumen de mercantil falsificado, fue la mira de la Oficina del Representante Comercial de los Estados Unidos hasta 2022.
La consultora Community señaló que el emporio fue la zona comercial más buscada en Google en 2013, con más de 12 mil solicitudes diarias.